# Хорьяково
Хорьяково — деревня в Дмитровском районе Московской области, в составе Сельского поселения Костинское. Население — 3 чел. (2010). До 2006 года Хорьяково входило в состав Гришинского сельского округа.

## Расположение
Деревня расположена  в юго-восточной части района, примерно в 13 км на юго-восток от Дмитрова, на правом берегу реки Камарихи (левый приток Яхромы), высота центра над уровнем моря 189 м. Ближайшие населённые пункты — Гришино на противоположном берегу реки, Беклемишево на востоке и Новинки на севере.

## Население
| 2002 | 2006 | 2010 |
| ---- | ---- | ---- |
| 18   | ↘15  | ↘3   |